# NetBurst
P6 Intel Core
IA-64
La microarchitecture NetBurst est une microarchitecture de processeurs Intel (7e génération de microprocesseur x86). Elle est assez différente de la microarchitecture P6 du Pentium III.
Introduite fin 2000, elle est remplacée en 2006 par l'architecture Core, issue de l'évolution pour ordinateurs portables de la microarchitecture P6. La montée en fréquence des processeurs « Netburst », indispensable à l'évolution de cette microarchitecture, est en effet impossible à poursuivre à ce moment-là, à cause d'une trop grande dissipation thermique.

## Caractéristiques
Afin de permettre une importante montée en fréquence, elle se distingue du Pentium III par de nombreux étages de pipeline : 20 pour Willamette et Northwood, 31 pour Prescott et Cedar Mill, contre 10 pour le Pentium III.
- Fréquences élevées (jusqu'à 3,8 GHz sans overclocking) ;
- Pipeline long (20 étages puis 31), dont certains sont passifs ;
- 2 unités arithmétique et logique double vitesse jusqu'au Northwood ;
- 2 unités de calcul en virgule flottante traitant également les instructions vectorielles flottantes du jeu SSE (128 bits en deux cycles) ;
- Hyper-Threading

### Inconvénients
Deux inconvénients mettent à mal le pipeline long :
1. Une erreur de prédiction de branchement (il faut attendre que le pipeline soit vidé pour pouvoir reprendre les opérations en cours. Ce point donne une importance très grande à l'unité de prédiction) ;
2. Le nombre de transistors de suivi des instructions augmente, entraînant une consommation électrique et une dissipation thermique importantes. Ce point est devenu crucial au point que le Prescott n'a jamais atteint la fréquence prévue.

## Évolutions
(dans le désordre)
- Pentium 4
  - Willamette (180 nm)
  - Northwood (130 nm)
  - Prescott (90 nm)
  - Cedar Mill (65 nm)
- Pentium D et Pentium Extreme Edition double coeur
  - Smithfield (90 nm)
  - Presler (65 nm)
- Xeon DP
  - Foster (180 nm)
  - Prestonia (130 nm)
  - Nocona (90 nm)
  - Irwindale (90 nm)
  - Paxville (90 nm)
  - Dempsey (65 nm)
- Xeon MP
  - Foster MP (180 nm)
  - Gallatin et Pentium Extreme Edition mono coeur (130 nm)
  - Cranford (90 nm)
  - Potomac (90 nm)
  - Paxville MP (90 nm)
  - Tulsa (65 nm)